# Mijaíl Shishkin
Mijaíl Pávlovich Shishkin (en ruso: Михаи́л Па́влович Ши́шкин; 18 de enero de 1961, Moscú, Unión Soviética) es un escritor ruso galardonado con los principales premios de su país.

## Biografía
Su padre era un marino ruso de sumergibles que combatió en la Segunda Guerra Mundial y su madre, ucraniana, maestra. Mijaíl, que nació cuando el matrimonio ya se había deshecho, estudió en la Escuela 59 de Moscú, donde ella enseñaba y de la que llegó a ser directora.
Ingresó en la Facultad de Lenguas Romances y Germanas del Instituto Estatal Pedagógico de Moscú. Después de obtener su diploma de profesor de inglés y alemán trabajó como maestro de escuela y periodista. También hizo de barrendero, publicista y traductor.
La primera obra que publicó fue el relato La lección de caligrafía en el mensuario Znamia en 1993.
Desde 1995 vive en Zúrich con su esposa suiza. 
Shishkin "entró impetuosamente en la literatura rusa para convertirse de inmediato en una de sus principales figuras. Maestro eximio del idioma, desea 'unir el amor a la palabra con el tradicional amor ruso hacia la persona, hacia el Akaki Akákievich gogoliano, al que probablemente no hay motivos para amar'. 'La palabra', dice Shishkin, 'no es sólo el único medio sagrado de crear el mundo, sino también el único modo de superar la muerte'".
Sus libros han sido traducidos a numerosos idiomas y han obtenido muchos premios. Es un escritor de éxito, cuyas obras se convierten en superventas en Rusia "a pesar de la complejidad estilística y psicológica de su prosa". Los críticos literarios elogian su estilo lúcido y conciso, la complejidad de sus ideas y sus textos multidimensionales. 

## Premios y distinciones
- Premio de la revista Znamia 1993, categoría de mejor ópera prima, por la novela A todos les espera una misma noche
- Premio del Cantón de Zúrich 1999 por la guía La Suiza rusa
- Premio Globus 1999 (Rusia) por La toma de Izmaíl
- Premio Booker Ruso 2000 por La toma de Izmaíl
- Premio al Mejor Libro Exxtranjero 2005 (Francia)) por Tras los pasos de Byron y Tolstói: du lac Léman à l'Oberland Bernois (esta obra fue escrita originalmente en alemán y publicado en 2002 con el título de Montreux-Missolunghi-Astapowo, Auf den Spuren von Byron und Tolstoj)
- Premio Bestseller Nacional 2005 por El cabello de Venus
- Tercer Premio Gran Libro 2006 por El cabello de Venus
- Finalista del Premio Bunin 2006 con El cabello de Venus
- Premio Grinzane Cavour 2007 (Italia) por El cabello de Venus
- Premio Halpérine-Kaminski a la Mejor Traducción 2007 (Francia) por El cabello de Venus (trad.:Laure Troubeckoy)
- Orden de la revista Znamia (2010)
- Premio Escritor Preferido 2010 del portal Imhonet.ru
- Premio Literario Internacional de la Casa de la Cultura de los Pueblos del Mundo 2011 (Haus der Kulturen der Welt, Berlín)[5]
- Primer Premio Gran Libro 2011 por Manual epistolario

## Obras escogidas
- La lección de caligrafía (Урок каллиграфии, 1993), relato
- A todos les espera una misma noche (Los cuaderno de Larióov) (Всех ожидает одна ночь. Zapiski Larionova, 1993), novela
- El músico ciego (Слепой музыкант, 1994), relato
- La toma de Izmaíl (Взятие Измаила, 1999), novela
- La Suiza rusa (Русская Швейцария, 2000), guía turística dedicada a la cultura y historia de rusos en Suiza
- La lengua salvada (Спасенный язык, 2001), relato
- Tras los pasos de Byron y Tolstói (escrita originalmente en alemán: Montreux-Missolunghi-Astapowo, Auf den Spuren von Byron und Tolstoj, 2002), cuaderno de viaje
- El cabello de Venus (Венерин волос, 2005), novela
- Manual epistolario (Письмовник, 2010), novela
- Mi Rusia. La guerra o la paz (Frieden oder Krieg, 2022) colección de ensayos